# Indische tapir
De Indische tapir of Maleise tapir (Tapirus indicus) is de enige tapirsoort die in Azië voorkomt. 

## Kenmerken
Dit is de enige solitaire tapir met een opvallende witte zadelvlek op het zwarte lijf. Die verbreekt de contouren en maakt hem minder zichtbaar in het bos. Hij wordt 0,90 tot 1,10 meter hoog. Hij kan tot ongeveer 2,50 meter lang worden en is daarmee de grootste tapirsoort. Deze tapirsoort weegt 250 tot 320 kilogram. De staart is hooguit 5 tot 10 cm lang. 

## Leefwijze
Zijn voedsel bestaat uit sappige twijgen en loof van struiken en jonge boompjes, alsook gevallen vruchten. Mannetjes verdedigen een territorium van ongeveer 13 km², dat de habitats van verscheidene vrouwtjes pleegt te overlappen. Ze houden veel van water.

## Verspreiding
Het verspreidingsgebied is in de regenwouden van Zuidoost-Azië van Myanmar tot Indonesië.

## Voortplanting
De draagtijd is 13 maanden, waarna één gestreept jong geboren wordt. De dracht duurt meer dan een jaar (400 dagen) en het enige jong weegt ongeveer 7,5 kg. De jongen zijn donkerbruin met witte lengtestrepen en vlekken op het gehele lichaam. Na ongeveer zes weken verdwijnen de vlekken en begint het jong meer op de ouders te lijken. Een volwassen dier is bijzonder gekleurd. Het voorste deel van zijn lichaam en de poten zijn zwart. De rest is wit. Hierdoor valt hij in de schemering minder op.

## Uiterlijk
Er zijn geen zichtbare geslachtsverschillen tussen de volwassen dieren, hoewel een pasgeboren jong er heel anders uitziet dan zijn ouders. Een jong heeft een bruine huid met witte strepen terwijl de volwassen dieren een zwarte voorkant, zwarte poten en een witte achterkant hebben.
|  |  |

Midden-Amerikaanse tapir (Tapirus bairdi) · Indische tapir (Tapirus indicus) · Bergtapir (Tapirus pinchaque) · Laaglandtapir (Tapirus terrestris)